# Konar-e Jahangir
Konar-e Jahangir (em persa: كنارجهانگير, também romanizada como Konār-e Jahāngīr e Konār Jahāngīr; também conhecida como Dashtī) é uma aldeia do distrito rural de Murmuri, no condado de Abdanan, na província de Ilam, Irã.